# Maigret und die Tänzerin
Maigret und die Tänzerin (französisch: Maigret au Picratt’s) ist ein Kriminalroman des belgischen Schriftstellers Georges Simenon. Er ist der 36. Roman einer Reihe von insgesamt 75 Romanen und 28 Erzählungen um den Kriminalkommissar Maigret. Der Roman entstand vom 30. November bis 8. Dezember 1950 in Lakeville, Connecticut, und wurde im April des Folgejahres im Pariser Verlag Presses de la Cité veröffentlicht. Die erste deutsche Übersetzung Maigret und die Tänzerin Arlette von Hansjürgen Wille und Barbara Klau publizierte 1954 Kiepenheuer & Witsch. 1986 gab der Diogenes Verlag eine Neuübersetzung von Hainer Kober unter dem Titel Maigret, die Tänzerin und die Gräfin heraus. Im Jahr 2019 brachte der Kampa Verlag eine überarbeitete Neuausgabe der Übersetzung von Wille/Klau unter dem Titel Maigret und die Tänzerin heraus.
Arlette, Tänzerin eines Nachtlokals auf dem Montmartre, erscheint mitten in der Nacht auf einem Polizeirevier, um den geplanten Mord an einer Gräfin anzuzeigen. Doch als sich Kommissar Maigret und seine Inspektoren am nächsten Morgen des Falls annehmen wollen, zieht sie ihre Aussagen zurück. Kaum aus dem Polizeigewahrsam entlassen, wird die Tänzerin ermordet. Während die Kriminalpolizei nun nach dem Mörder und der bedrohten Gräfin fahndet, ist es ausgerechnet einer von Maigrets Inspektoren, der sich als Arlettes letzter Gast herausstellt.

## Inhalt

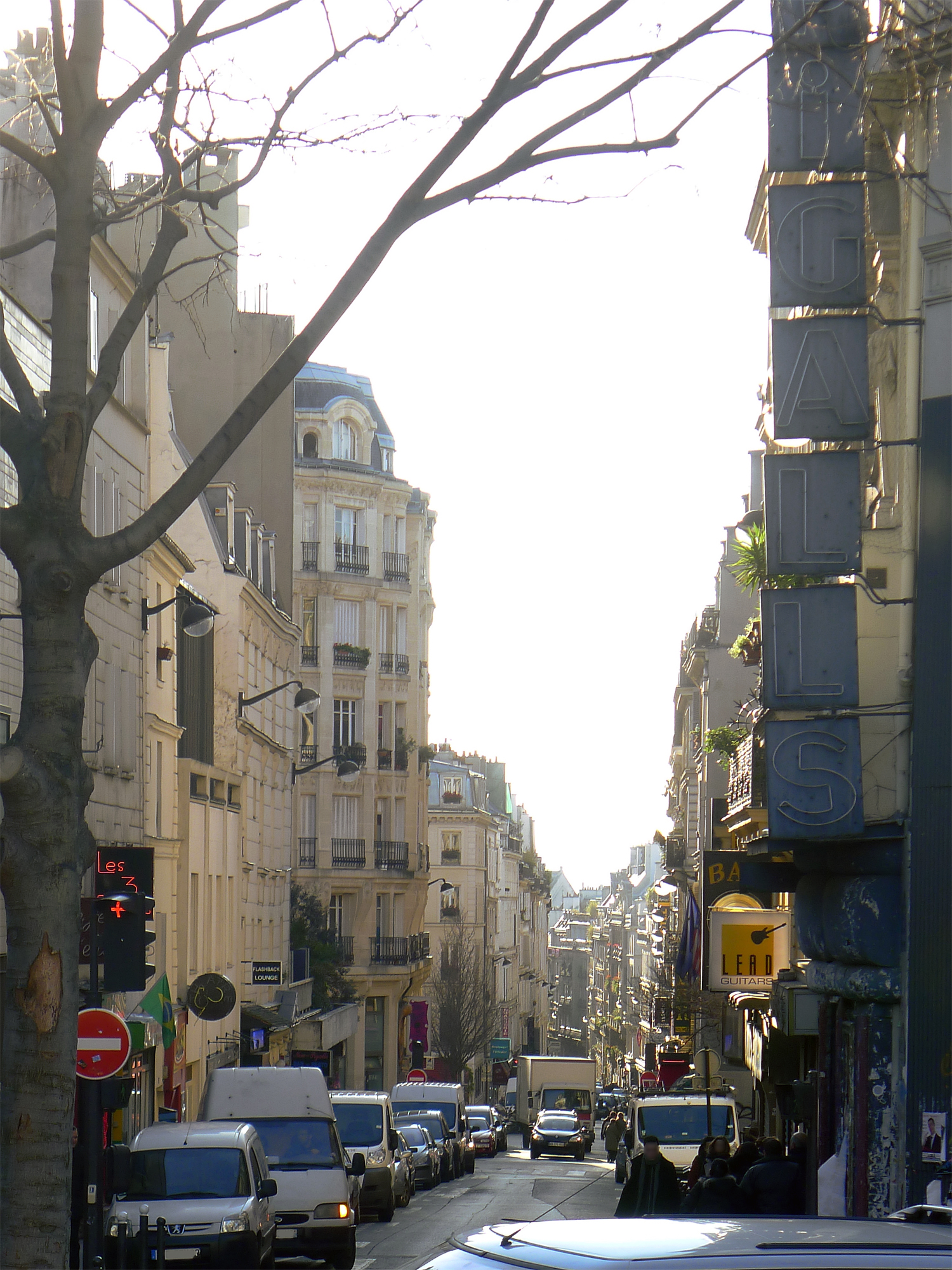
Rue Jean-Baptiste-Pigalle (bis 1993 Rue Pigalle) auf dem Montmartre

Es ist Montag Nacht in einem trüben Pariser Winter, in dem es abwechselnd regnet und schneit. Die Stripteasetänzerin Arlette aus dem kleinen Nachtclub Picratt’s wird auf dem Polizeirevier am Montmartre vorstellig, um eine Aussage zu machen. Bei ihrer Arbeit, während sie in einem Séparée die Liebesschwüre eines jungen Mannes namens Albert über sich ergehen ließ, habe sie eine Unterhaltung am Nachbartisch belauscht, bei der ein Mann namens Oscar den Mord an einer Gräfin ankündigte. Doch als die junge Frau am Morgen an den Quai des Orfèvres überstellt wird, will sie sich an nichts mehr erinnern. Sie kehrt in ihre Wohnung zurück, in der sie wenige Stunden später stranguliert aufgefunden wird.
Ausgerechnet Maigrets junger Inspektor Lapointe entpuppt sich als Arlettes nächtlicher Séparéegast Albert, und er brennt darauf, den Mord an seiner Angebeteten aufzuklären. Maigret findet heraus, dass Arlette unter der falschen Identität ihrer Freundin Jeanne-Marie-Marcelle Leleu arbeitete, in Wahrheit jedoch Anne-Marie Trochain hieß und aus Lisieux stammte. Ihre Aussage vom Vorabend lässt sich beim Lokalbesuch im Picratt’s nicht bestätigen. Weder der Wirt Fred Alfonsi noch seine Frau Rose oder Arlettes Kolleginnen Betty und Tania wollen Gäste am Nachbartisch wahrgenommen haben oder einen Oscar kennen. Im Kommissar wächst der Verdacht, die Tänzerin habe durch eine erfundene Aussage eine Warnung aussprechen wollen und dies am Morgen, wieder nüchtern geworden, bereut.
Wie angekündigt wird nach Tagen eine ermordete Gräfin aufgefunden, auch sie stranguliert wie die Tänzerin. Sie ist die Witwe des österreichischen Grafen Hans von Farnheim, der mit der wesentlich jüngeren Schönheit an der Côte d’Azur lebte, ehe er bei einem ungeklärten Sturz vom Balkon zu Tode kam. Seither brachte die Gräfin ihr Erbe mit Drogen und jungen Liebhabern durch und lebte inzwischen in einer völlig heruntergekommenen Wohnung in Paris. In ihrem Vorleben gibt es einen Oscar Bonvoisin, damals Kammerdiener und Chauffeur des Grafen und später ihr Geliebter. Oscar stammt aus La Bourboule in der Auvergne, demselben Ort, in den Arlette einst zu Kur verschickt wurde.
Maigret ermittelt Dr. Bloch, den zwielichtigen Hausarzt der Gräfin, der diese mit Morphium versorgte. Der lokale Inspektor Lognon, von allen nur „Inspektor Griesgram“ genannt, weil er voller Misstrauen gegen die Kollegen vom Quai steckt, liefert widerstrebend Philippe Mortemart auf dem Revier ab, einen homosexuellen Drogensüchtigen, der sich von der Gräfin aushalten ließ. Zwar scheint Philippe „Monsieur Oscar“ zu kennen, doch er widersteht allen Verhören, so dass Maigret auf den Gedanken verfällt, ihn als Köder zu benutzen, da Oscar sich des unsicheren Mitwissers entledigen wollen wird. Doch Philippes Überwachung, die der Kommissar vom Picratt’s aus leitet, führt nicht zum gewünschten Erfolg, bis Maigret den Geistesblitz hat, dass der Täter auch dieses Mal in der Wohnung des Opfers wartet. Tatsächlich gelingt es, in Philippes schäbigem Zimmer Oscar Bonvoisin zu stellen. Als dieser fliehen will, ist es ausgerechnet Inspektor Lapointe, der ihn erschießt.
Nach dem Tod des Täters gibt es zwar keine abschließende Aussage über den Tathergang, doch für Maigret ist der Fall klar: Die Gräfin von Farnheim sorgte für den Unfall ihres ungeliebten Gatten, wobei sie vom Kammerdiener beobachtet wurde, der sie um einen Teil des Erbes erpresste. Oscar, der Frauenheld, verführte die junge Anne-Marie Trochain und ging mit ihr nach Paris, wo sie sich „Arlette“ nannte und er von ihren erotischen Fotografien lebte. Um sich endgültig zur Ruhe zu setzen, brachte er die Gräfin um, bevor sie durch ihren Lebenswandel ihr Erbe durchbringen konnte, und raubte den Rest ihres Vermögens. Arlette war in den Plan ihres Geliebten eingeweiht, doch in ihrer letzten Nacht rührte sie die unschuldige Liebe des jungen Lapointe, und sie war für einen Augenblick bereit, ihr bisheriges Leben aufzugeben und ihren Liebhaber zu verraten, was sie bereits am Morgen bereute und anschließend mit ihrem Leben bezahlte. Während Lapointe an Maigrets Seite im Picratt’s den Verlust seiner ersten Liebe ebenso betrauert wie seinen ersten Toten im Polizeidienst, wacht einzig Inspektor Lognon noch auf dem winterlichen Montmartre, da ihm niemand den Abschluss des Falles mitgeteilt hat.

## Interpretation
Der Nachtclub Picratt’s ist in Simenons Werk ein „quasi mythischer“ Ort, der bereits in zahlreichen der unter Pseudonym publizierten Groschenromane aus dem Frühwerk seine Erwähnung findet, wenn auch die Lokale zum Teil an unterschiedlichen Orten angesiedelt sind. Auch im 1938 veröffentlichten Non-Maigret-Roman Der Mann, der den Zügen nachsah spielt das Picratt’s eine Rolle. Doch erst in Maigret, die Tänzerin und die Gräfin avanciert der Nachtclub zum zentralen Handlungsort. Obwohl keines der Verbrechen im Picratt’s begangen wurde oder in direktem Zusammenhang mit diesem steht, macht Maigret es zu seinem Hauptquartier, nimmt die unterschiedliche Atmosphäre des kleinen, engen Clubs während des nächtlichen Betriebs und der ruhigen Tagesstunden in sich auf und schöpft seine Hintergrundinformationen aus den anwesenden Personen.
Im Mittelpunkt des Romans steht die Tänzerin Arlette. Laut Murielle Wenger ist die Figur ambivalent angelegt, strahlt einerseits eine starke Erotik aus, ist auf der anderen Seite jedoch ein verängstigtes junges Mädchen, fast noch ein Kind, das gegen seine Herkunft rebelliert. In starkem Kontrast zur Tänzerin wird die Figur der Gräfin gezeichnet: Sie, die einst ebenfalls jung und schön war, ist im Alter heruntergekommen und drogensüchtig, ihre vernachlässigte Wohnung bildet den Gegenpol zum sauberen Appartement der Tänzerin, ebenso wie die selbstsüchtigen Absichten ihres Liebhabers Philippe die reine Liebe des jungen Lapointe kontrastieren. Ullrich Wegerich sieht Arlette wesentlich differenzierter gezeichnet als die „kalten und klischeehaften Sexbomben, die viele Krimis jener Jahre bevölkern“. Dagegen entspringt die Figur des Homosexuellen Philippe laut Lucille F. Becker ausgesprochen homophoben Klischees. Er wird von den Inspektoren schlechter behandelt als ihre übliche Klientel, und Kommissar Maigret spricht ihm gar das Recht ab, die Erde zu „beschmutzen“.
Die mysteriöseste Figur des Romans ist Oscar, der über lange Strecken nur eine auf ihre Umrisse reduzierte Silhouette bleibt. Die Dunkelheit, die ihn umgibt, korrespondiert mit der undurchsichtigen Macht, die er auf das Leben Arlettes ausübte. Maigret erinnert er an die „Schatten, die immer imposanter sind als die Wirklichkeit, die sie widerspiegeln“. Oscars gewaltsamer Tod dient nicht zuletzt dazu, die Besessenheiten auszutreiben, für die er steht. Stanley G. Eskin sprach von einem „ungewöhnlich gewalttätigen Ende“, bei dem Maígret keinerlei Bedauern über den Tod des Mörders, Erpressers und Pornohändlers verspüre. Tilman Spreckelsen wünscht sich jedenfalls, die Szene vor Oscars Bestrafung aus seinem Gedächtnis löschen zu können.
Zwei Inspektoren haben im Verlauf des Romans einen herausgehobenen Auftritt. Inspektor Lapointe, der mit dem Roman Madame Maigrets Freundin an die Seite der bereits etablierten Gehilfen Lucas, Torrence und Janvier trat, wird zum ersten Mal genauer ausgearbeitet und nimmt die Rolle ein, die er für den Rest der Reihe beibehalten wird: die als Maigrets jüngster und bevorzugter Inspektor, zu dem der kinderlose Kommissar eine beinahe väterliche Beziehung aufbaut. Ganz anders ist das Verhältnis zum neidischen und unglückseligen Inspektor Lognon alias Inspektor Griesgram, einem Bezirkspolizisten aus dem 18. Arrondissement, der sich von seinen Kollegen am Quai des Orfèvres notorisch übervorteilt fühlt. Nach einigen Auftritten in Non-Maigret-Romanen sowie in der Erzählung Maigret und Inspektor Griesgram taucht er das erste Mal in einem Roman der Maigret-Serie auf, wo er von nun an regelmäßige Gastspiele mit immergleichem unglücklichen Ausgang haben wird, bis er in Maigret und das Gespenst schließlich doch in einem Fall triumphiert.

## Rezeption
Laut Peter Foord gehört Maigret, die Tänzerin und die Gräfin zu den bekannteren Maigret-Romanen. Kirkus Reviews beschrieb einen „sich ausdünnenden Handlungsstrang, für den der Montmartre eine Montage von schäbigen und zwielichtigen Figuren bietet“. Für Tilman Spreckelsen bildeten „die Liebe, die Hörigkeit, das Taktieren der Skrupellosen, die Ohnmacht“ einen „furiosen Wirbel“, bei dem er jedoch an der Plausibilität des Unterbaus zweifelte: „Wir glauben Simenon beim Lesen auch hier jede Figur. Auch die, die man vermutlich niemals irgendwo antreffen wird.“ Ullrich Wegerich sah Simenon „das Paris und die ganz normalen Leute seiner Zeit zu einer ahistorischen Bühne des Allgemein Menschlichen“ stilisieren, womit der Autor „eine comedie humaine in kriminalistischer Form“ schaffe.
Die Romanvorlage wurde insgesamt siebenmal verfilmt. 1967 führte Mario Landi Regie im italienischen Kinofilm Maigret a Pigalle (deutsch: Maigret und der Würger vom Montmartre). Neben Gino Cervi als Kommissar Maigret spielten Lila Kedrova, Raymond Pellegrin, Alfred Adam, Daniel Ollier und José Greci. Daneben entstanden Episoden in sieben TV-Serien: Maigret mit Rupert Davies (Großbritannien, 1960), Kees Brusse (Niederlande, 1964), Kinya Aikawa (Japan, 1978), Les Enquêtes du commissaire Maigret mit Jean Richard (Frankreich, 1985), Maigret mit Bruno Cremer (Frankreich, 1992), Michael Gambon (Großbritannien, 1993) und Rowan Atkinson (Großbritannien, 2017) in der Titelrolle. Im Jahr 2019 las Walter Kreye den Roman für den Audio Verlag als Hörbuch ein.

## Ausgaben
- Georges Simenon: Maigret au Picratt’s. Presses de la Cité, Paris 1951 (Erstausgabe).
- Georges Simenon: Maigret und die Tänzerin Arlette. Übersetzung: Hansjürgen Wille, Barbara Klau. Kiepenheuer & Witsch, Köln 1954.
- Georges Simenon: Maigret und die Tänzerin Arlette. Übersetzung: Hansjürgen Wille, Barbara Klau. Heyne, München 1966.
- Georges Simenon: Maigret, die Tänzerin und die Gräfin. Übersetzung: Hainer Kober. Diogenes, Zürich 1986, ISBN 3-257-21484-7.
- Georges Simenon: Maigret, die Tänzerin und die Gräfin. Sämtliche Maigret-Romane in 75 Bänden, Band 36. Übersetzung: Hainer Kober. Diogenes, Zürich 2008, ISBN 978-3-257-23836-5.
- Georges Simenon: Maigret und die Tänzerin. Übersetzung: Hansjürgen Wille, Barbara Klau, Cornelia Künne. Kampa, Zürich 2019, ISBN 978-3-311-13036-9.